# SK Group
Le SK Group (Hangul : SK그룹, 에스케이그룹) est l'un des plus grands chaebols (conglomérats) sud-coréens, présent dans les secteurs de la chimie, de l'industrie, des télécommunications, de la finance, de la construction et de l'hôtellerie. Le groupe s'appelait Groupe Sunkyung (Sunkyung Group) avant d'être rebaptisé en 1997.
Le groupe est composé de 92 filiales et affiliés qui partagent le nom SK. SK Holding est classée 72e au classement 2009 de Fortune Global 500. Le groupe emploie plus de 30 000 employés dans 113 pays différents. Si ses activités majeures restent la pétrochimie et l'industrie des énergies, SK Group est aussi un acteur dans le domaine du BTP, du marketing, des télécommunications, etc.
SK Group est aussi implanté dans le secteur des semi-conducteurs avec le rachat de Hynix, qui est devenu SK Hynix.

## Liste des entreprises de SK Group
- SK Corp.
- SKC Co., Ltd.
- SK Global Chemical
- SK Telecom
- SK Tellink
- SK Telesys
- SK Communications
- SK Networks
- SK Hynix

SK Chemicals Co Ltd est une société filiale du groupe SK, basée en Corée, principalement active dans la production et la vente de produits chimiques. La société exerce ses activités dans deux secteurs. Le secteur de la chimie verte est engagé dans la fabrication et la vente des résines de copolyester, résines de copolyester, résines de polyéthylène téréphtalate (PET), les biodiesels et le pétrole lourd biologique. Le secteur des sciences de la vie est engagé dans la fabrication et la vente de médicaments, de vaccins et de produits sanguins. La société vend ses produits sur les marchés nationaux et internationaux tels que les États-Unis, l'Europe, la Chine, le Japon et Singapour. En 2021, elle employait 1 221 salariés.
En 2017, le groupe SK a racheté les activités acide acrylique d'éthylène et chlorure de polyvinylidène à Dow Chemical Co..
Le 1er juin 2020, SK Global Chemical rachète au groupe français Arkema SA son activité Polyoléfines Fonctionnelles commercialisée sous les marques Evatane®, Lotryl®, Lotader® et Orevac® pour 335 millions d’€uros.
En 2021, le groupe SK rachète 70% du capital de la société de biotechnologie Yposkesi.